# فيلهلم كاور
فيلهلم كاور (بالألمانية: Wilhelm Cauer) ل(24 يونيو 1900 - 22 أبريل 1945) عالم وعالم رياضيات. هو الأكثر شهرة لعمله على تحليل وتوليف المرشحات الكهربائية وعمله يمثل بداية مجال توليف الشبكة. قبل عمله، استخدم تصميم المرشح الإلكتروني تقنيات تنبأت بدقة بسلوك المرشح فقط في ظل ظروف غير واقعية. هذا يتطلب قدرا معينا من الخبرة من جانب المصمم لاختيار الأقسام المناسبة لإدراجها في التصميم. وضع كاور المجال على أساس رياضي ثابت، حيث وفر الأدوات التي يمكن أن تنتج حلولًا دقيقة لمواصفات معينة لتصميم مرشح إلكتروني.
تخصص كاور في البداية في النسبية العامة ولكن سرعان ما تحول إلى الهندسة الكهربائية. جعله عمله في شركة ألمانية تابعة لشركة "Bell Telephone Company" من كبار المهندسين الأمريكيين في مجال المرشحات. أثبت ذلك فائدته عندما لم يتمكن كاور من إطعام أطفاله خلال الأزمة الاقتصادية الألمانية في عشرينيات القرن الماضي وانتقل إلى الولايات المتحدة. درس تقنيات الحاسوب في وقت مبكر في الولايات المتحدة قبل العودة إلى ألمانيا. وفقًا لإميل فيلهلم كاور، أدى خوف النازية في ألمانيا إلى خنق مهنته لأنه كان لديه سلف يهودي بعيد. تم إعدام كاور خلال سقوط برلين على أيدي الجنود السوفيت.